# Singer, Songwriter & Legendary Performer
Singer, Songwriter & Legendary Performer är ett samlingsalbum by Dolly Parton, släppt 25 februari 2007 exklusivt genom den brittiska tidningen Daily Mail och skivbolaget Dolly Records för att marknadsföra Dolly Partons konsertturné An Evening with Dolly Parton.

## Albuminformation
"Travelin' Thru" spelades ursprungligen in för filmen Transamerica, och var den enda sången på skivan som inte spelats in på nytt.  

## Låtlista
Alla sånger skrivna av Dolly Parton.
1. "Baby I'm Burning"
2. "Two Doors Down"
3. "The Grass Is Blue"
4. "Jolene"
5. "9 to 5"
6. "Hello God"
7. "Coat of Many Colors"
8. "These Old Bones"
9. "Little Sparrow"
10. "God's Coloring Book"
11. "I Will Always Love You"
12. "Travelin' Thru"